# Комола (река)
Комола (Камола) — река в России, протекает по Ферзиковскому району Калужской области. Левый приток Оки.

## География
Река Комола берёт начало в районе деревни Комола. Течёт на юго-восток. Устье реки находится в 1067 км по левому берегу реки Ока. Длина реки составляет 13 км.

## Данные водного реестра
По данным государственного водного реестра России относится к Окскому бассейновому округу, водохозяйственный участок реки — Ока от города Калуга до города Серпухов, без рек Протва и Нара, речной подбассейн реки — бассейны притоков Оки до впадения Мокши. Речной бассейн реки — Ока.
Код объекта в государственном водном реестре — 09010100812110000021715.